# Кортні Веймент
Кортні Веймент (дошлюбне прізвище — Фрерікс (англ. Frerichs)) (18 січня 1993 , Нікса, Міссурі ) — американська легкоатлетка, що спеціалізується на стипльчезі, срібна призерка Олімпійських ігор 2020 року.

## Кар'єра
| Рік             | Змагання                      | Місце проведення         | Місце           | Дисципліна      | Результат       | Примітки        |
| Представник США | Представник США               | Представник США          | Представник США | Представник США | Представник США | Представник США |
| --------------- | ----------------------------- | ------------------------ | --------------- | --------------- | --------------- | --------------- |
| 2012            | Чемпіонат світу серед юніорів | Барселона, Іспанія       | 16              | стипльчез       | 10:35.24        |                 |
| 2016            | Олімпійські ігри              | Ріо-де-Жанейро, Бразилія | 11              | стипльчез       | 9:22.87         |                 |
| 2017            | Чемпіонат світу               | Лондон, Велика Британія  | 2               | стипльчез       | 9:03.77         |                 |
| 2018            | Континентальний кубок ІААФ    | Острава, Чехія           | 2               | стипльчез       | 9:15.22         |                 |
| 2019            | Чемпіонат світу               | Доха, Катар              | 6               | стипльчез       | 9:11.27         |                 |
| 2021            | Олімпійські ігри              | Токіо, Японія            | 2               | стипльчез       | 9:04.79         |                 |